# Burgoberbach
Burgoberbach település Németországban, azon belül Bajorországban. Lakosainak száma 3807 fő (2023. december 31.).

## Népesség
A település népessége az elmúlt években az alábbi módon változott:
| Lakosok száma | 348  | 872  | 2293 | 2610 | 3214 | 3244 | 3341 | 3396 | 3675 | 3807 |
|               | 1875 | 1950 | 1975 | 1987 | 2012 | 2014 | 2016 | 2017 | 2021 | 2023 |